# الكسندر فيندت
الكسندر فيندت (بالألمانية: Alexander Wendt)‏ (و. 1958  م) هو عالم سياسة، وأستاذ جامعي من الولايات المتحدة، وألمانيا، ولد في ماينتس.

## التعليم
تعلم في جامعة منيسوتا، وكلية ماكاليستر ‏.

## روابط خارجية
- الكسندر فيندت على موقع الموسوعة البريطانية (الإنجليزية)